# اقامتگاه خلیج فارس

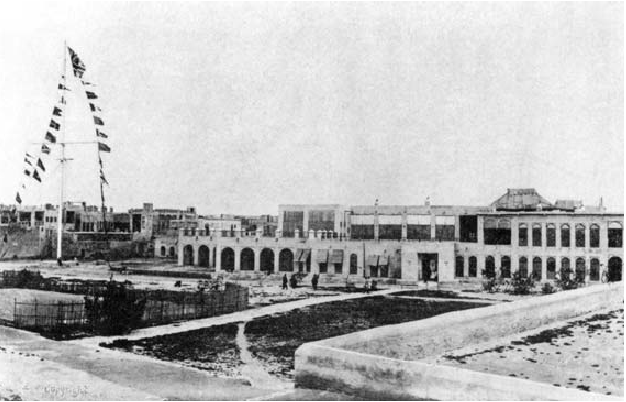
اقامتگاه خلیج فارس

اقامتگاه خلیج فارس یا سرای بریتانیا در خلیج فارس (به انگلیسی: The British residency of the Persian Gulf) در واقع نمایندگی سیاسی بریتانیا در خلیج فارس بود که کاری شبیه یک سفارتخانه انجام می‌داد. ابتدا بیشتر به امور تجاری و بعدها رسیدگی به امور مستعمرات بریتانیا در سراسر خلیج فارس در دوره استعمار از سال ۱۷۶۳ تا ۱۹۷۱ که آخرین بقایای استعمار از جزایر سه‌گانه ایرانی خارج شدند را بر عهده داشت.

## تاریخچه تحولات: ۱۷۶۳–۱۹۷۱
- ۱۷۶۳: توسط کمپانی هند شرقی بریتانیا دفتر اقامتگاه سیاسی خلیج فارس یا سرای بریتانیا در خلیج فارس در بوشهر ایجاد شد.
- ۱۷۹۸: سلطان مسقط حق انحصاری تجارت را در سواحل خود در مقابل دریافت حق سالانه به کمپانی واگذار نمود.
- ۱۸۰۹: قرارداد مقدماتی ائتلاف بریتانیا با شاه ایران منعقد شد؛ و با قرارداد ۱۸۱۲ و ۱۸۱۴ تهران تکمیل شد.
- ۸ ژانویه ۱۸۲۰ - ۱۵ مارس ۱۸۲۰: قرارداد دریایی با شیخ‌های ساحل آشتی (ساحل دزدان سابق) در مورد عدم درگیری قبیله‌ای و لغو برده فروشی و دزدی دریایی بسته شد.

- ۱۸۲۲: بریتانیا نمایندگی خلیج فارس وابسته به فرمانداری بمبئی را تا ۱۸۷۳ تأسیس کرد.
- ۱۸۲۲–۱۸۷۳: نمایندگی خلیج فارس تابع فرماندهی مستعمرات بمبی ای هند
- ۱۸۳۵: قرارداد آرامش و صلح به مدت ۶ ماه در فصل مرواریدبا شیخ‌های متصالحه /قراصنه.
- ۱۸۴۳: تمدید قرارداد مذکور.
- ۱۸۵۳: تمدید قرارداد مذکور به مدت نامعلوم/ نامحدود.
- ۱۸۵۶–۱۸۵۷:جنگهای ایران و بریتانیا اعلام جهاد توسط سید محمدکاظم طباطبایی یزدی، معروف به صاحب عروه.

در اعتراض به تصرف هرات از سوی ایران؛ انگلیس با اعزام پنج فروند کشتی جنگی، جزیره خارگ را اشغال کرد و تهدید به تصرف سواحل خلیج فارس و نواحی فارس نمود. سپاه ایران به ناچار در ۱۸ جمادی‌الثانی ۱۲۵۴ ه‍.ق (۸ سپتامبر ۱۸۳۸ میلادی) بدون اخذ نتیجه‌ای از محاصره هرات دست برداشت.
به دستور ناصرالدین شاه ،حسام السلطنه والی خراسان، هرات را محاصره کرد. دولت انگلیس بار دیگر به لشکرکشی بسوی بوشهر اقدام کرد. نیروهای انگلیسی با متفرق کردن نیروهای ایرانی، ۹ ربیع‌الثانی ۱۲۷۳/ ۷ دسامبر ۱۸۵۶ م. هلیله در دو فرسخی بوشهر را گرفتند.
ناصرالدین شاه با تدارک سپاهی به فرماندهی شجاع الملک به جنوب اعزام کرد و سپاه خود را به نزدیکی برازجان رساند. قوای انگلیس پیش تاخته و برازجان را گرفتند اما در بازگشتشان به بوشهر در نزدیکی خوشاب در ۳ کیلومتری برازجان مورد هجوم سپاه ایران قرار گرفتند؛ ولی دست آخر غلبه با نیروهای بریتانیا بود. مجاهدین دشتستانی، دشتی، تنگستان و خشت برای نبرد نهایی هم داستان شدند. انگلیسی‌ها خرمشهر را هم گرفته و بسوی اهواز پیش تاختند. خارک، بوشهر، برازجان، خرمشهر و اهواز مورد اشغال یا هجوم انگلیسی‌ها واقع گردید. روسیه و فرانسه به ناصرالدین شاه پیشنهاد میانجیگری کردند و از او خواستند که نیروهای ایرانی هرات را تخلیه کند. سرانجام معاهده صلح به نام عهدنامه پاریس در ۷ رجب ۱۲۷۳ ق. بین دو کشور در جنگ منعقد شد و طی آن ایران از هرات و انگلیس از جنوب ایران خارج شدند.
- ۱۸۵۸:قانون ۱۸۵۸ کمپانی هند شرقی اختیارات خود را به دولت انگلیسی بریتانیا واگذار نمود.
- ۱۸۶۱: قرارداد مقدماتی حمایت (مستعمره شدن) بحرین که با قراردادهای ۱۸۸۰ و ۱۸۹۲ نهایی شد.
- ۱۸۷۳–۱۹۴۷: سرای بریتانیا در خلیج فارس به بحرین منتقل شد.
- ۱۸۷۳: اداره و حاکمیت شیخ نشینان ساحل متصالحه (ساحل دزدان) به سرای بریتانیا در خلیج فارس منتقل شد.
- ۸ مارس ۱۸۹۲ – ۱ دسامبر ۱۹۷۱: مستعمره شدن غیررسمی عمان.
- ۱۸۹۹: قرارداد نخست حمایت (مستعمره شدن کویت که با قرارداد ۳ نوامبر ۱۹۱۴ تکمیل شد.)
- ۱۹۰۶: انقلاب مشروطه در ایران.
- ۳ نوامبر ۱۹۱۶: قرارداد تحت حمایگی قطر.
- ۱۹۲۰: معاهده سیب امضا شد و استقلال امامت عمان را به رسمیت شناخت.
- ۱۹۳۹: سرای بریتانیا ساحل آشتی را در دبی تاسیس کرد.
- ۱۹۴۶: بریتانیا نمایندگی خلیج فارس را از بوشهر به بحرین انتفال داد.
- ۱۹۶۲: بریتانیا اعلام کرد که مسقط و عمان ملتی مستقل هستند.
- ژانویه ۱۹۶۸: بریتانیا تصمیم خود برای عقب‏‌نشینی از خلیج فارس از جمله ساحل آشتی تا سال ۱۹۷۱ را اعلام کرد.[۱]
- ۱۶ دسامبر ۱۹۷۱: پایان دوره استعماری بریتانیا در خلیج فارس.

## نام‌های نمایندگان بریتانیا در خلیج فارس
کارگزاران:

### کارگزاران
- ح. ۱۷۹۸: میرزا مهدی‌علی‌خان بهادرجنگ
- ح. ۱۸۱۰: هانکی سمیث
- ۱۸۱۲–۱۸۲۲: ولیام بروس تا ۱۸۱۳)

### رئیس نمایندگی خلیج فارس
(بحرین، کویت، عُمان، قطر و امارات متصالحة)
- ۱۸۲۲–۱۸۲۳: جون ماکلوید
- ۱۸۲۳–۱۸۲۷: إفرایم گریش ستانوس
- ۱۸۲۷–۱۸۳۱: داوید ویلسون
- ۱۸۳۱–۱۸۳۵: داوید ألکسندر بلان
- ۱۸۳۵–۱۸۳۸: جیمس ماریسون
- ۱۸۳۸–۱۸۵۲: صویل هنل
- ۱۸۵۲–۱۸۵۶: أرنولد بورویس کمبال
- ۱۸۵۶–۱۸۶۲: جیمس فلیکس جونس
- ۱۸۶۲: هربرت فردریک دیسبروی
- ۱۸۶۲–۱۸۷۲: لویس پلی
- ۱۸۷۲–۱۸۹۱: إدوارد تشارلس روس
- ۱۸۹۱–۱۸۹۳: أدلبرت سیسل تالبوت
- ۱۸۹۳: ستوارت هل گودفری
- ۱۸۹۳: جیمس هایس سادلر
- ۱۸۹۳: جیمس أدیر کراوفورد
- ۱۸۹۳–۱۸۹۴: جیمس هایس سادلر
- ۱۸۹۴–۱۸۹۷: فردریک ألکسندر ویلسون
- ۱۸۹۷–۱۹۰۰: مالکوم جون مید
- ۱۹۰۰–۱۹۰۴: چارلز أرنولد کمپل
- ۱۹۰۴–۱۹۲۰: پرسی زکریاس کوکس

### به نیابت لکوکس
- ۱۹۱۳–۱۹۱۴: کون گوردون لورمیر
- ۱۹۱۴: ریتشارد لوکینتون بیردوود
- ۱۹۱۴: ستوارت جورج نوکس
- ۱۹۱۵: ستوارت جورج نوکس
- ۱۹۱۵–۱۹۱۷: أرثر پرستکوت ترڤور
- ۱۹۱۷–۱۹۱۹: جون هوگو بیل
- ۱۹۱۹: سیسل هامیلتون گابریل
- ۱۹۱۹–۱۹۲۰: أرثر پرستکوت ترڤور

### رئیس اقامتگاه سیاسی
- ۱۹۲۰: أرنولد تالبوت ویسلون
- ۱۹۲۰–۱۹۲۴: أرثر پرستکوت ترڤور
- ۱۹۲۴–۱۹۲۷: فرانسیس بلڤیل پریدوکس
- ۱۹۲۷–۱۹۲۸: لیونیل برلکلی هولت هاورث
- ۱۹۲۸–۱۹۲۹: فردیریک ویلیام جونستون
- ۱۹۷۰–۱۵ اوت ۱۹۷۱: Sir Geoffrey Arthur[۲]
- British Residency inPERSIAN Gulf